# Paz de Karlowitz
La Paz de Karlowitz (en alemán: Friede von Karlowitz; en húngaro: karlócai béke; en turco: Karlofça Antlaşması) fue acordada el 26 de enero de 1699 en la ciudad serbia de Karlowitz (Frontera Militar) entre la Santa Liga de países católicos (Austria, Venecia, Polonia) y el Imperio otomano para ratificar la expulsión de los turcos del Reino de Hungría. Rusia tomó parte en las negociaciones, pero no suscribió hasta un año después, el Tratado de Constantinopla, por el que conservaba Azov, conquistado a los turcos en la época de Pedro I (1696). En representación del Imperio otomano condujo las negociaciones Husayn Köprülü, gran visir del sultán Mustafá II, quien tuvo que aceptar la mediación de Reino de Inglaterra y las Provincias Unidas, hecho registrado por primera vez en la historia de la Sublime Puerta.
La Paz de Karlowitz ponía fin a las guerras libradas de 1683 a 1697 entre la Liga Santa y el Imperio otomano, comprendiendo una parte de las guerras austro-turcas y guerra polaco-turca (1672-1676).

## Antecedentes

El Reino húngaro dividido. La Hungría Real (bajo control de los Habsburgo), la Hungría otomana y el Principado de Transilvania.

La amenaza del Imperio otomano sobre Europa comenzó alrededor del siglo XIII, cuando se iniciaron sus primeras incursiones en los Balcanes y enfrentaron a varios reyes como Luis I de Hungría, Segismundo de Hungría y Matías Corvino, que intentaron (muchas veces sin éxito) mantener a los turcos fuera de la Europa Oriental y Central. Dichas incursiones se intensificarían luego de la Caída de Constantinopla en 1453, amenazando peligrosamente al reino húngaro, que durante varios siglos actuaría como barrera defensiva europea contra los musulmanes que buscaban tomar el mundo cristiano.
En 1526 muere el rey Luis II de Hungría en la batalla de Mohács, y pronto el Reino se divide en tres partes: una occidental bajo control germánico, coronándose Fernando I de Habsburgo como rey húngaro; una región central bajo dominio turco, y una oriental que posteriormente se independizó en la figura del Principado de Transilvania, gobernado por el príncipe Juan Segismundo Szapolyai.
A lo largo del siguiente siglo y medio, existirá una pugna entre los otomanos y los germánicos por mantener su supremacía en los territorios húngaros y los del Principado de Transilvania. De esta forma, varios príncipes transilvanos como Esteban Bocskai, Gabriel Bethlen y Emérico Thököly libraron grandes guerras de independencia contra los Habsburgo, aliándose con los otomanos (los transilvanos estaban en situación de vasallaje ante el Imperio otomano, siendo asistidos en muchas ocasiones por ejércitos turcos para luchar contra los germanos). La mayoría de los príncipes transilvanos eran entonces de confesión protestante, contraponiéndose así a los Habsburgos católicos y a menudo tomando esto como excusa para enfrentarlos y alcanzar así la reunificación de los territorios húngaros y su independencia de los germanos. Sin embargo, todos estos intentos resultaron fallidos y finalmente las fronteras quedaron exactamente iguales.
En 1683, el sultán otomano envió su ejército hacia los territorios germánicos y se desencadenó el Asedio de Viena, el cual concluyó con la victoria de las fuerzas cristianas aliadas (Santa Liga) y la huida de los turcos hacia suelo húngaro. Tras esta derrota, el emperador germánico y rey húngaro Leopoldo I de Habsburgo tenía un nuevo objetivo: expulsar a los turcos de los territorios húngaros y del Principado de Transilvania.

## Liberación de la ciudad húngara de Buda

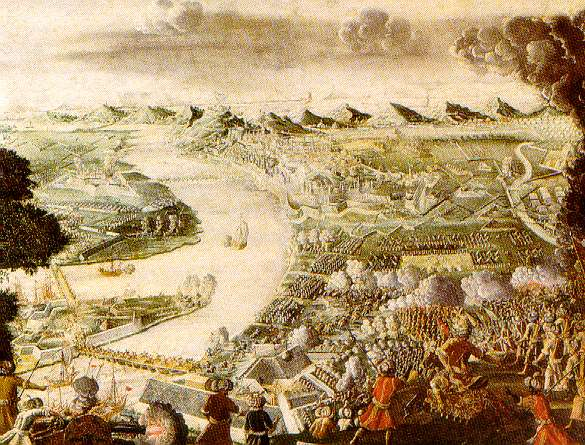
Asedio del Palacio de Buda en 1686.

Los ejércitos de la Liga Santa arribaron a territorio húngaro ocupado por los turcos en 1686 y de inmediato comenzaron a asediar la capital, Buda. Después de varios meses, consiguieron romper las defensas y expulsaron a los turcos, no solo de Buda, sino de muchas otras ciudades húngaras a lo largo de todo el reino. Para 1690 los ejércitos germánicos habían alcanzado Transilvania, que fue anexionada a los territorios cristianos luego de la sanción del Diploma Leopoldinum en el mismo año, en el cual se estipulaba que Transilvania era ahora parte del Sacro Imperio Romano Germánico. Igualmente, Leopoldo I llamó a su corte en Viena al muy joven príncipe transilvano Miguel Apafi II, a quien se invistió con el título de príncipe imperial germánico y posteriormente se forzó a renunciar al de Transilvania. Con esto se consumó la reunificación del reino húngaro por los Habsburgo y, para ratificar dicha nueva situación política, se firmó entonces el Tratado de Karlowitz de 1699 entre los germanos y otomanos.

## Facciones participantes en el conflicto

### Liga Santa
La Liga Santa fue propuesta por el papa Inocencio XI en 1683 y de ella formaron parte los Habsburgo, la República de Venecia y la Confederación Polaco-Lituana, a los que se unió el Principado de Moscú en 1686. La alianza se creó para hacer frente y debilitar al Imperio otomano, con la esperanza de detener su avance en Europa. Sus componentes, con sus más significativos comandantes, reyes, jefes de Estado y figuras carismáticas, fueron los siguientes:

#### Imperio de los Habsburgo

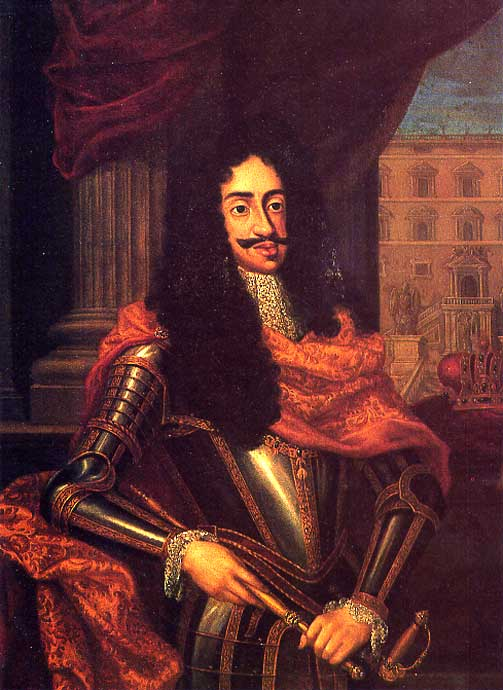
Leopoldo I de Habsburgo, emperador germánico y rey húngaro.

Leopoldo I después del Asedio de Viena utilizó las tropas de la Liga Santa para iniciar el contraataque que culminó en la batalla de Viena, acaecida en septiembre de 1683 y que dio inicio a los enfrentamientos que llevaron a la Paz de Karlowitz. En esta batalla, las tropas de la federación austríaca provenientes de los distintos dominios de los Habsburgo recibieron el apoyo de fuerzas de los príncipes de Baden y de Sajonia, de los Wittelsbach de Baviera, de los señores de Turingia y de Holstein, y de tropas polacas y húngaras.
Por los acuerdos de Karlowitz, el Imperio otomano admitía la supremacía habsbúrgica en el norte de los Balcanes y renunciaba en su favor a toda Hungría, Transilvania y a Croacia-Eslavonia.
Los comandantes del ejército austríaco fueron:
- Luis Guillermo de Baden-Baden, mariscal de las tropas alemanas a las órdenes de Leopoldo I hasta que tuvo que participar en la guerra del Palatinado.
- Federico Augusto I de Sajonia, mariscal de las tropas alemanas a las órdenes de Leopoldo I hasta que fue elegido rey de Polonia a la muerte de Juan III Sobieski.
- Eugenio de Saboya, comandante de los dragones imperiales a las órdenes del mariscal Federico Augusto I de Sajonia hasta sucederle cuando éste se convirtió en rey de Polonia.

#### República de Venecia

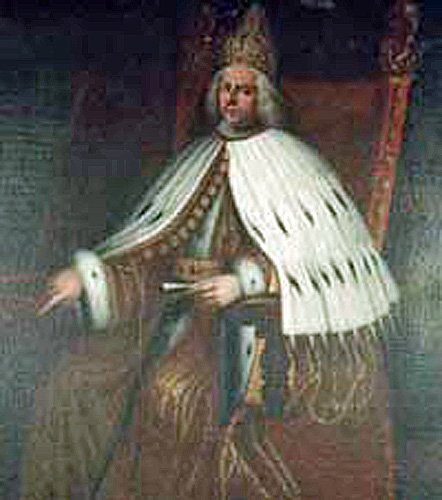
El Dux Frnacesco Morosini

Bandera de la Serenísima República de Venecia.

Bajo el mando directo del dogo Francesco Morosini, los venecianos obtuvieron grandes victorias sobre los turcos, apoderándose de diversos territorios que posteriormente fueron confirmados por los acuerdos de Karlowitz. Además, el Senado reconoció al dogo con el título de Peloponnesiaco por sus méritos militares. Los territorios que pasaron a formar parte de la Serenissima fueron: Morea, Dalmacia (Benkovac, Knin, Metković, Obrovac, Sinj, Skradin y Vrana), Herceg Novi y Risan en la Albania veneciana, Santa Maura y Egina.

#### Confederación Polaca-Lituana

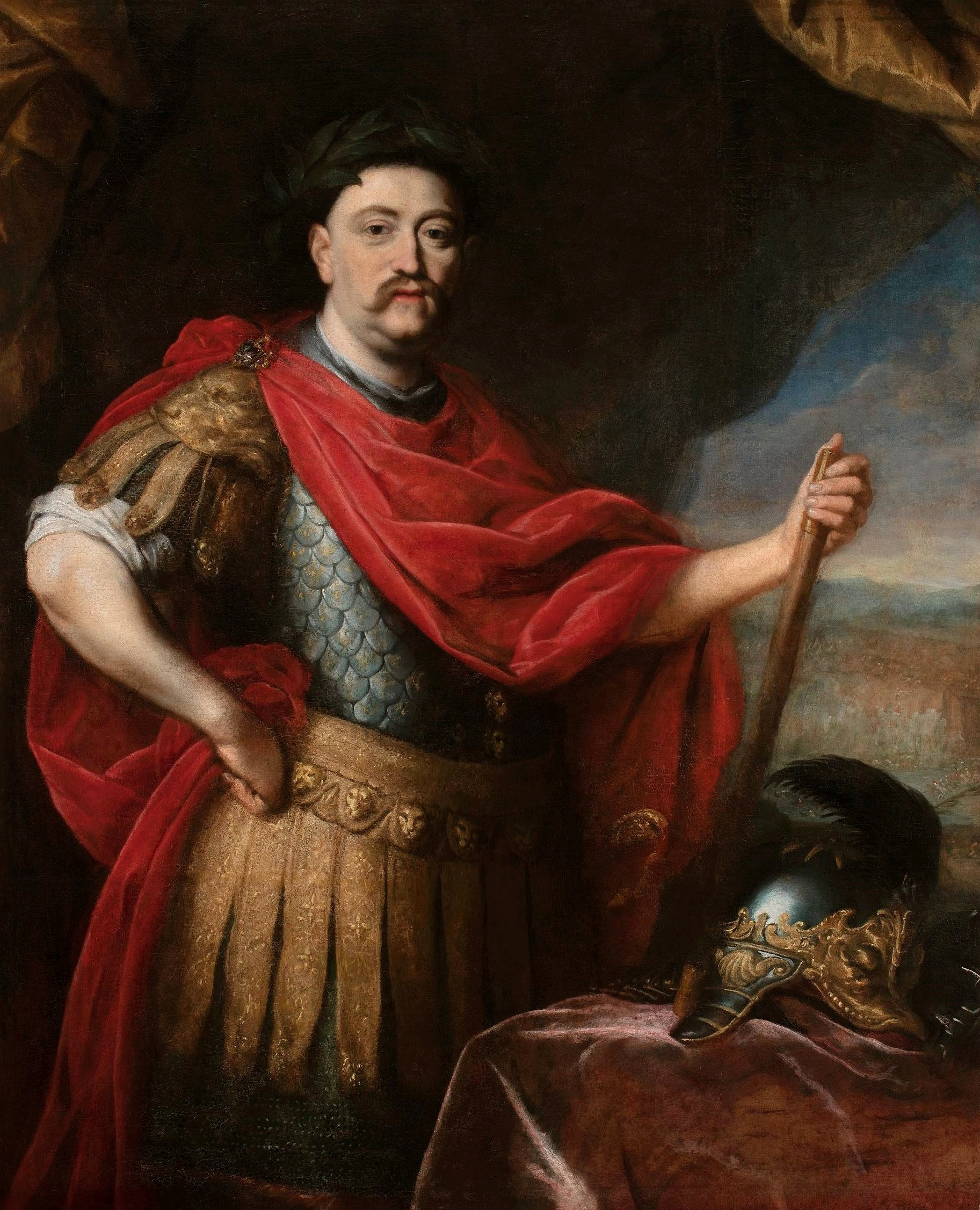
Juan III Sobieski rey de Polonia.

Los polacos, comandados directamente por su rey Juan III Sobieski, salvaron literalmente Viena del asedio turco y obtuvieron abrumadoras victorias sobre los mismos, hasta el punto de que, a pesar de que el rey murió antes de la Paz de Karlowitz, Polonia obtuvo igualmente grandes concesiones territoriales. Estas fueron Podolia y el margen derecho de Ucrania.
Entre los comandantes de las tropas polacas resalta la figura de Carlos V de Lorena, mariscal de las tropas polacas al mando del rey, que comandaba las tropas directamente en el campo de batalla, como durante la batalla de Viena, cuando dirigió sus tropas a caballo, permaneciendo siempre en primera línea.

#### Principado de Moscú

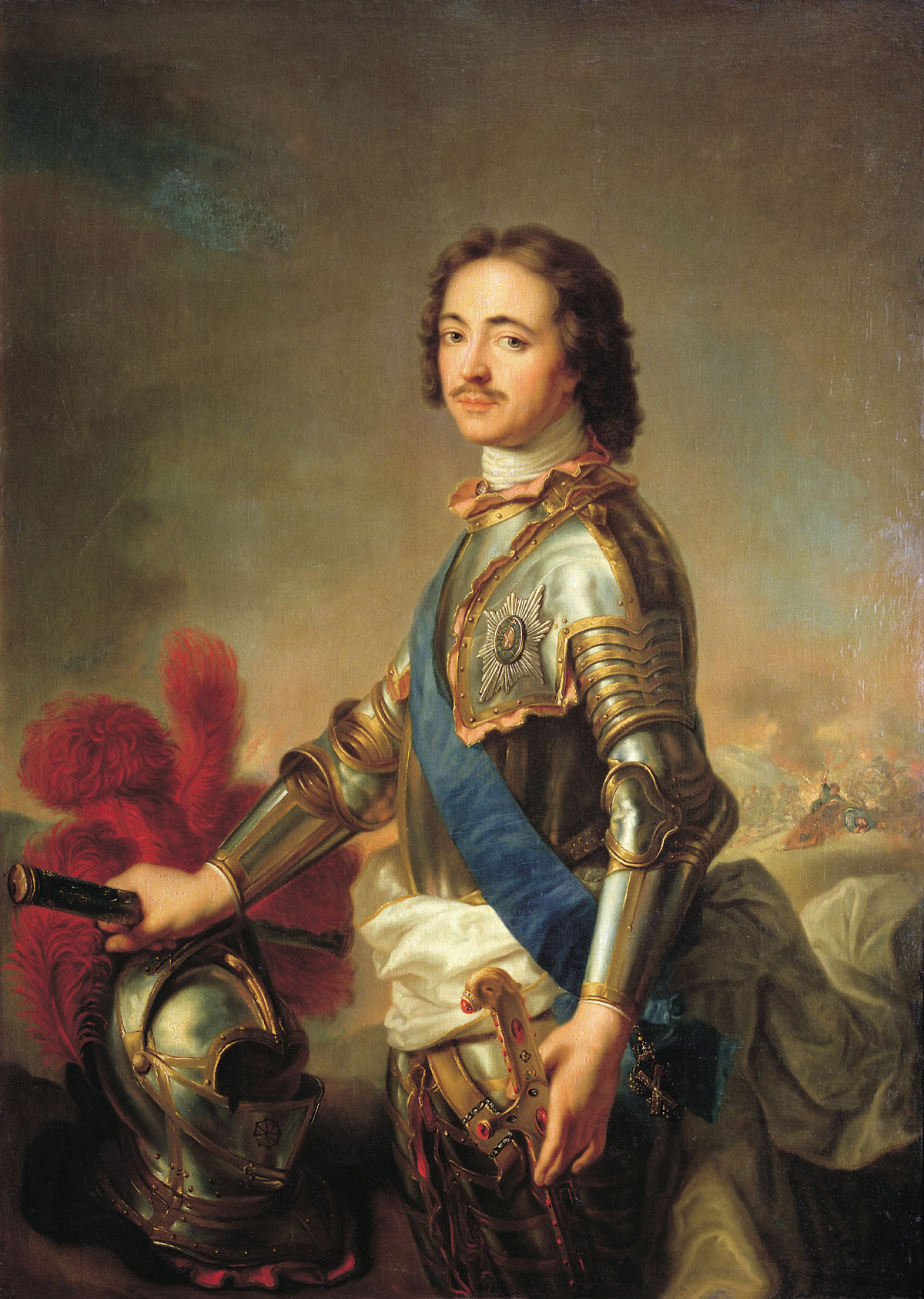
El zar Pedro I de Rusia.

Las tropas rusas de Pedro I el Grande entretuvieron a los turcos en Crimea y obtuvieron también beneficios con la Paz de Karlowitz, a pesar de lo cual el futuro Imperio ruso debió continuar batallando contra los otomanos. Como consecuencia de Karlowitz, los rusos recibieron Azov.

### Imperio otomano

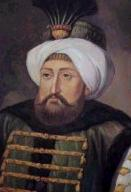
El sultán turco Mehmed IV.

Fueron varios los sultanes que tomaron parte en las batallas, entre los que cabe destacar a Mehmed IV que inició las hostilidades contra los Habsburgo asediando la ciudad de Viena, con su comandante en jefe el gran visir Kara Mustafá, decapitado después en Belgrado una vez que la batalla estaba perdida y que la guerra era una continua retirada. Destaca también la figura del sultán que fue obligado a firmar la paz que, según los historiadores, marca el inicio del declive del Imperio otomano, Mustafa II.

## Conclusiones
- Con la firma de este tratado se inicia el declive del Imperio otomano y el ascenso de Austria como la potencia dominante en la Europa sudoriental.
- El Reino de Hungría es reunificado y luego de casi siglo y medio de ocupación turca, los otomanos son expulsados de los territorios húngaros.
- El Principado húngaro independiente de Transilvania deja de existir y es reabsorbido por el Reino húngaro.